# Megazone 23: Aoi Garland
Megazone 23: Aoi Garland (メガゾーン23 青いガーランド?, Megazone 23: Blue Garland) è un videogioco giapponese basato sulla serie anime Megazone 23. È stato pubblicato per PlayStation 3 il 13 settembre 2007 in Giappone. Il videogioco è stato reso disponibile in due confezioni differenti "Original" ed "Over Seas". Il titolo è tuttora inedito al di fuori del Giappone.

## EdizioneOver Seas
L'edizione Over Seas Edition di Megazone 23: Aoi Garland è una versione a tiratura limitata stampata dalla Compile Heart per essere pubblicata contemporaneamente con l'edizione regolare. Questa versione viene venduta in una confezione contenente il videogioco, un libro di illustrazioni a colori ed un DVD contenente: "Megazone 23 INTERNATIONAL PART II" (per regione 2), il film completo della seconda parte dell'anime con il doppiaggio in lingua inglese della Harmony Gold, l'introduzione ed un finale alternativo della prima parte della serie ed un riassunto narrato della prima serie.